# Rivoltina

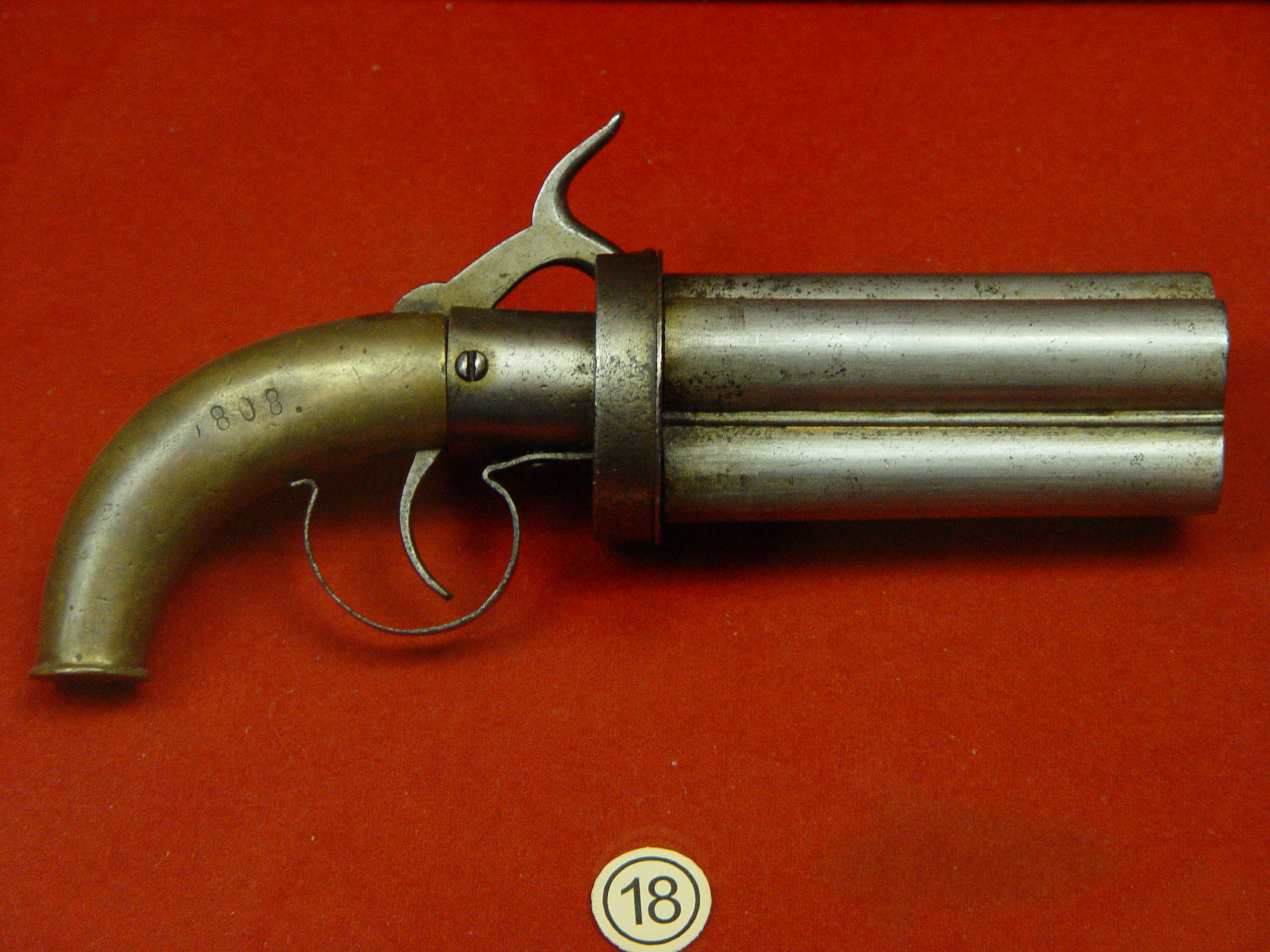
rivoltina o pepperbox (1808)

La rivoltina, o pepperbox o ancora pepperpot, è un'arma da fuoco di piccolo calibro. 
Si ritiene che sia stata inventata intorno alla fine del XVIII secolo e usata da giocatori d'azzardo e criminali poichè facile da nascondere ed efficace a breve distanza. È una pistola ad avancarica costituita da una serie di canne -  con altrettante camere di scoppio - affiancate in circolo che potevano essere girate a mano dal tiratore e caricate dalla volata della canna. 
Costituì la base per lo sviluppo del revolver.